# Departamento de Trânsito do Estado do Rio de Janeiro
O Departamento de Trânsito do Estado do Rio de Janeiro (Detran-RJ) é a autarquia responsável pela fiscalização do trânsito de veículos terrestres e pela emissão de carteiras de identidade no estado do Rio de Janeiro. É subordinado ao Governo do Estado do Rio de Janeiro.
O Detran-RJ foi criado no dia 26 de março de 1975 por meio do Decreto-Lei nº 46, de 25 de março de 1975, dias após a efetivação dos estados da Guanabara e do Rio de Janeiro. Como consequência, foram declarados extintos o Departamento de Trânsito da Secretaria de Segurança Pública do Estado da Guanabara, o Departamento Autônomo de Trânsito Público do Estado do Rio de Janeiro e suas respectivas Circunscrições Regionais de Trânsito.
O Detran-RJ presta à população fluminense diversos serviços relacionados ao registro de veículos, à emissão de habilitações e à emissão de carteiras de identidade. O órgão também é responsável pelo controle de infrações, pela realização de vistorias anuais e pelo emplacamento de veículos.
Desde agosto de 1999, o Detran-RJ é o órgão responsável pelo serviço de Identificação Civil e pelo fornecimento de carteiras de identidade aos cidadãos do estado do Rio de Janeiro, atividades antes a cargo do Instituto de Identificação Félix Pacheco. Tais atribuições foram transferidas para a autarquia por força do Decreto Estadual nº 22.930-A, de 21 de janeiro de 1997.

## Operação Furna da Onça
No dia 8 de novembro de 2018, foi deflagrada a Operação Furna da Onça com a finalidade de investigar a participação de deputados estaduais no Rio de Janeiro em um esquema de corrupção, lavagem de dinheiro e loteamento de cargos públicos e mão de obra terceirizada em órgãos do Governo do Estado do Rio de Janeiro. Neste contexto, o Detran-RJ era um dos órgãos onde parlamentares alocavam mão de obra comissionada ou terceirizada.
De acordo com o Ministério Público Federal (MPF), os deputados estaduais alvos da operação lotearam cargos em postos do Detran situados em 20 municípios do estado do Rio de Janeiro. De acordo com os procuradores, a investigação do loteamento foi iniciada com a apreensão, em 2017, de um notebook do deputado estadual Edson Albertassi onde constava uma planilha com a divisão do controle dos postos em cada cidade. Na planilha, cada parlamentar aparecia com um número determinado de cargos disponíveis para indicação, cargos estes disponibilizados pelo Grupo Facility/Prol, vencedor dos contratos para fornecimento de mão de obra nos postos do estado. As indicações eram para chefes de unidades, responsáveis pelas vistorias, e para assistentes. Uma lista de distribuição de cargos apreendida no gabinete de Paulo Melo também mostra como era feito o favorecimento a deputados estaduais com o loteamento de cargos em órgãos estaduais. A tabela abaixo lista as regiões de influência para nomeações de cada político:
| Deputado estadual          | Regiões de influência para nomeações | Regiões de influência para nomeações    | Regiões de influência para nomeações   | Regiões de influência para nomeações | Regiões de influência para nomeações       | Regiões de influência para nomeações |
| -------------------------- | ------------------------------------ | --------------------------------------- | -------------------------------------- | ------------------------------------ | ------------------------------------------ | ------------------------------------ |
| André Corrêa DEM           | Niterói                              | Nova Iguaçu                             | Teresópolis                            | Valença                              | Vassouras                                  |                                      |
| Chiquinho da Mangueira PSC | Benfica (bairro do Rio de Janeiro)   | Mangueira (bairro do Rio de Janeiro)    | Vila Isabel (bairro do Rio de Janeiro) |                                      |                                            |                                      |
| Coronel Jairo MDB          | Bangu (bairro do Rio de Janeiro)     | Campo Grande (bairro do Rio de Janeiro) |                                        |                                      |                                            |                                      |
| Dionísio Lins PP           | Irajá (bairro do Rio de Janeiro)     | Ramos (bairro do Rio de Janeiro)        |                                        |                                      |                                            |                                      |
| Edson Albertassi MDB       | Barra Mansa                          | Volta Redonda                           |                                        |                                      |                                            |                                      |
| Jorge Picciani MDB         | Belford Roxo                         | Nova Iguaçu                             | Queimados                              | São João de Meriti                   | Teresópolis                                | Três Rios                            |
| Luiz Martins PDT           | Nova Iguaçu                          | Rio de Janeiro                          |                                        |                                      |                                            |                                      |
| Marcelo Simão PP           | Belford Roxo                         | Armação dos Búzios                      | Nova Iguaçu                            | São João de Meriti                   |                                            |                                      |
| Marcos Abrahão AVANTE      | Cachoeiras de Macacu                 | Casimiro de Abreu                       | Itaboraí                               | Tanguá                               |                                            |                                      |
| Marcus Vinícius Neskau PTB | Petrópolis                           |                                         |                                        |                                      |                                            |                                      |
| Paulo Melo MDB             | Saquarema                            |                                         |                                        |                                      |                                            |                                      |
| Pedro Fernandes            | Irajá (bairro do Rio de Janeiro)     | Campinho (bairro do Rio de Janeiro)     | Deodoro (bairro do Rio de Janeiro)     | Guadalupe (bairro do Rio de Janeiro) | Parada de Lucas (bairro do Rio de Janeiro) | Penha (bairro do Rio de Janeiro)     |

A disponibilização de cargos para deputados estaduais era feita em troca de votos favoráveis na Assembleia Legislativa do Estado do Rio de Janeiro (Alerj) aos projetos de interesse do Grupo Facility/Prol, cujo proprietário era o empresário Arthur César Soares na época em que Sérgio Cabral era governador do Rio de Janeiro. Além disso, os funcionários indicados para os postos atuavam em campanhas políticas, garantindo votações expressivas para os deputados nas regiões onde cada um tinha controle das unidades.
Foram expedidos pelo Tribunal Regional Federal da 2ª Região (TRF-2) no âmbito da Operação Furna da Onça mandados de prisão temporária contra Leonardo Silva Jacob, até então presidente do Detran-RJ, Vinícius Medeiros Farah, ex-presidente do órgão e deputado federal eleito nas eleições de 2018, e Carla Adriana Pereira, titular da Diretoria de Registro de Veículos. Posteriormente, Carla Adriana passou a cumprir prisão preventiva após decisão do TRF-2 que considerou o risco de destruição de provas fundamentais para o prosseguimento das investigações, enquanto que as prisões temporárias de Leonardo Jacob e Vinícius Farah não foram renovadas e nem convertidas para preventivas.